# کوکینی راچی
کوکینی راچی (به لاتین: Kokkini Rachi) یک کوه در یونان است که در Cephalonia, Greece واقع شده‌است. کوکینی راچی ۱٬۰۷۸ متر بالاتر از سطح دریا واقع شده‌است.